# Führerschein zur Fahrgastbeförderung
Dieser Artikel wurde auf der  Qualitätssicherungsseite des Portals Transport und Verkehr eingetragen.
Bitte hilf mit, ihn zu verbessern, und beteilige dich an der Diskussion. (+)

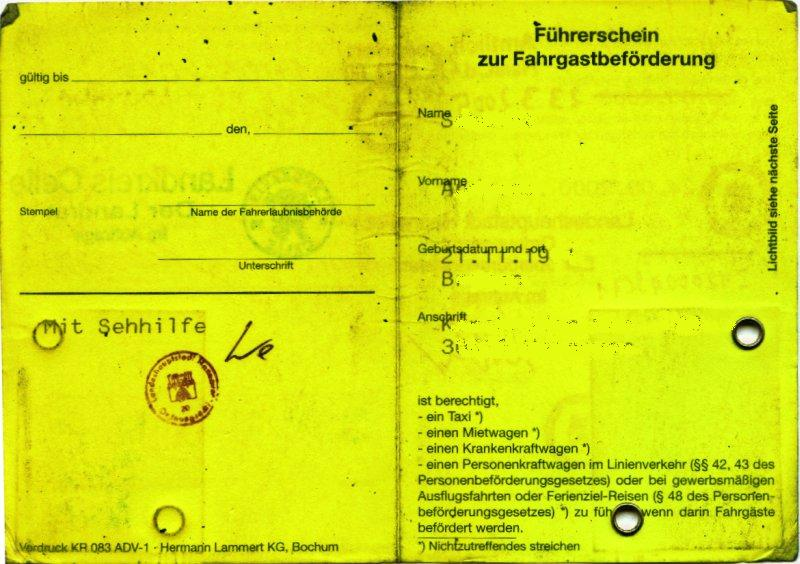
Führerschein zur Fahrgastbeförderung, Außenseite:
enthält Angaben zum Inhaber (Vorname, Name, Geburtsdatum und -ort, Anschrift) sowie ggf. Auflagen wie eine Sehhilfe

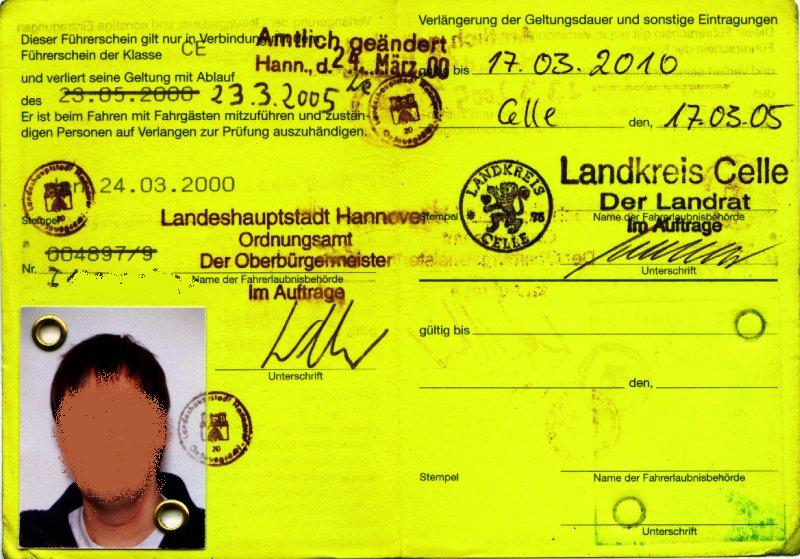
Innenseite:
enthält u. a. Angaben zur Geltungsdauer und ein Lichtbild des Inhabers (nicht in allen Bundesländern erforderlich)

Die Fahrerlaubnis zur Fahrgastbeförderung (kurz FzF) und der dazugehörige „Führerschein zur Fahrgastbeförderung“ (umgangssprachlich auch „Personenbeförderungsschein“, kurz „P-Schein“) werden benötigt, um entgeltliche oder geschäftsmäßige Beförderung von Personen mit Kraftfahrzeugen (Mietwagen mit Fahrer, Taxis, Pkw im Linienverkehr oder Gelegenheitsverkehr) durchzuführen.
Rechtliche Grundlage für den Erwerb der Fahrerlaubnis zur Fahrgastbeförderung ist § 48 der Fahrerlaubnis-Verordnung (FeV). Die Fahrerlaubnis zur Fahrgastbeförderung ersetzt keinesfalls die reguläre Fahrerlaubnis für Kfz und ist deshalb separat zu betrachten.
Die Ausführung des Führerscheins zur Fahrgastbeförderung ist bundesweit einheitlich, mit Ausnahme des Lichtbildes, das nicht in allen Bundesländern erforderlich ist.
Personen, die einen Personenbeförderungsschein erwerben oder führen, müssen die Gewähr dafür bieten, dass sie der besonderen Verantwortung bei der Beförderung von Fahrgästen gerecht werden, Ortskunde besitzen sowie gesundheitlich geeignet sind. Die Genehmigung zur Personenbeförderung wird in der Regel für fünf Jahre erteilt und kann danach verlängert werden. Das Mindestalter beträgt 21 Jahre bzw. 19 Jahre für den Krankenkraftwagen. Die Fahrerlaubnis der Klasse B muss für mindestens zwei Jahre bzw. ein Jahr (für den Krankenkraftwagen) im Besitz des Bewerbers sein.
Es gibt unterschiedliche Anforderungen, beispielsweise die Ortskunde, für den Erwerb der Fahrerlaubnis zur Fahrgastbeförderung für Taxis.
Für Zivildienstleistende wurden nach § 74 FeV Ausnahmen vom Mindestalter und der Fahrpraxis erteilt.

## Unterlagen für den Ersterwerb
Für den Ersterwerb sind folgende Unterlagen erforderlich:
- formaler Antrag (bei der Führerscheinstelle erhältlich, in der Regel die Straßenverkehrsämter der Kommunen und Kreise)
- Personalausweis mit aktueller Adresse oder Reisepass mit Meldebescheinigung
- EU/EWR-Kartenführerschein (bzw. Führerschein von einem Staat, der in der Anlage 11 genannt ist. Dieser muss dann umgeschrieben werden in einen EU-Kartenführerschein)
- Gutachten eines Arztes mit der Gebietsbezeichnung „Arbeitsmedizin“ oder der Zusatzbezeichnung „Betriebsmedizin“ bzw. Gutachten einer Begutachtungsstelle für Fahreignung über die körperliche und geistige Eignung. Informationen, welche Ärzte dieses Gutachten erstellen können, geben die Führerscheinstellen. Es handelt sich hierbei um eine Leistungsdiagnostik (Stresstest, Reaktionstest und Wahrnehmungstest), eine so genannte leistungspsychologische Untersuchung.
- Ärztliche Bescheinigung über die Untersuchung des Sehvermögens bzw. Zeugnis eines Augenarztes/Augenärztin
- Persönliche Zuverlässigkeit: Führungszeugnis Belegart OB (zur Vorlage bei Behörden). Es dürfen insbesondere keine schwerwiegenden Vorstrafen oder Verkehrsverstöße vorliegen.
- Ortskenntnisnachweis (zu erhalten bei der Führerscheinstelle, in deren Bereich gefahren werden soll – bei Mietwagen und Krankenwagen seit 24. August 2017 kein Nachweis erforderlich[1]). Bei dieser Prüfung sind Fragen zu bekannten Sehenswürdigkeiten und Gebäuden, öffentlichen Einrichtungen oder Stadtteilen zu beantworten. Ebenso werden in der Regel Fahrtstrecken abgefragt, wobei Start- und Zielpunkt vorgegeben werden und vom Absolventen der Prüfung verlangt wird, den kürzesten Weg zum Zielort detailliert und präzise anzugeben. Der Ortskenntnisnachweis bei Taxis ist seit dem 2. August 2021 nicht mehr erforderlich.
- für den Krankenkraftwagen wird zusätzlich ein Erste-Hilfe-Lehrgang (9 Unterrichtseinheiten) benötigt

Die Gebühren zur Beschaffung der oben genannten Unterlagen unterscheiden sich je nach Dienstleister bzw. Behörde und belaufen sich insgesamt auf einen niedrigen dreistelligen Betrag (ca. 300 EUR). Die ärztlichen Bescheinigungen dürfen bei Antragstellung nicht älter als ein Jahr sein.